# Estadio Municipal 25 de Julho
El Estadio 25 de Julho es un estadio de fútbol situado en la localidad de Pedra Badejo del municipio de Santa Cruz de la Isla de Santiago, Cabo Verde. El campo es utilizado por los equipos del Benfica de Santa Cruz, Desportivo de Santa Cruz y Scorpions Vermelho.
En el año 2017 se va a proceder a remodelar las instalaciones, en la cual se va a construir una grada para aficionados, nuevos vestuarios, y se va a cambiar el césped artificial.